# Kahiragarh (stato)
Lo Stato di Kahiragarh fu uno stato principesco del subcontinente indiano, avente per capitale la città di Khairagarh.

## Storia
Lo stato di Khairagarh venne fondato nel 1833 come stato feudatario delle Province Centrali dell'India britannica. Il primo principe, discendente dell'antica famiglia rajput dei Nagvanshi, ricevette il titolo di raja che venne confermato come ereditario nel 1898. Lo stato includeva fertili pianure ideali per la coltivazione del riso che sosteneva l'economia locale. Khairagarh fu uno degli stati più colpiti dell'area del Chhattisgarh dalla carestia che colpì l'India nel 1897-1898.
Nel 1947 entrò nell'Unione Indiana.

## Governanti
I governanti avevano il titolo di Raja.

### Raja
- 19 febbraio 1891 -  7 ottobre 1908  Kamal Narayan Singh (n. 1867 - m. 1908), raja ereditario dal 1898
- 8 ottobre 1908 - 22 ottobre  1918  Lal Bahadur Singh (n. 1889 - m. 1918)
  - 8 ottobre 1908 - 13 dicembre 1912  Rai Sahib Sunder Lall (sovrintendente)
- 22 ottobre 1918 - 15 agosto 1947  Birendra Bahadur Singh (n. 1914 - m. 1998)[4]